# Blepharomastix vestalialis
Blepharomastix vestalialis is een vlinder uit de familie van de grasmotten (Crambidae), uit de onderfamilie van de Spilomelinae. De wetenschappelijke naam van deze soort is voor het eerst gepubliceerd in 1875 door Pieter Snellen.
De soort komt voor in Colombia.